# Walter Scott (1er lord Scott de Buccleuch)
Pour les articles homonymes, voir Scott et Walter Scott.
Walter Scott de Buccleuch  né en 1565 et décédé le 15 décembre 1611, est un aristocrate écossais.

## Biographie
Fait chevalier par le roi Jacques VI d'Écosse en 1590, Walter Scott de Buccleuch est nommé à la garde de Liddesdale où il surveille les frontières occidentales du pays. Le titre de gardien de Liddesdale lui aurait été de nouveau attribué en 1594.

### Incursion deKinmont Willie.
En 1596, il participe à la libération de Kinmont Willie Armstrong, un pillard capturé par l'Angleterre le 17 mars 1596 (en violation d'un jour de trêve) et emprisonné au château de Carlisle.
Buccleuch, en sa qualité de garde, demande au gouverneur anglais sir Thomas Scrope la libération d'Armstrong, sans succès. 
À la suite de cet échec, dans la nuit du 13 avril 1596, Buccleuch mène une troupe d'environ quatre-vingts hommes à Carlisle. Il place le gros de ses hommes à faible distance de la ville pour leurrer ses poursuivants, Buccleuch conduit le reste au château où est emprisonné Armstrong. Leurs échelles étant trop petites pour escalader les murs, la troupe ouvre une brèche dans une poterne - ou, plus probablement, soudoie un contact à l'intérieur du château pour l'ouvrir. Elle libère ainsi Armstrong et retraverse la frontière écossaise.
Le raid sur Carlisle crée un incident diplomatique entre l'Angleterre et l'Écosse mais Buccleuch se rend aux autorités anglaises. Jugé et déclaré coupable, Buccleuch est placé sous la garde du maître de l'artillerie anglaise, sir William Selby, à Berwick, avant d'être envoyé à Londres.
Arrivé à Londres, Buccleuch est présenté à la reine Élisabeth Ire d'Angleterre, qui lui demande pourquoi a-t-il a osé entreprendre cette entreprise. Buccleuch aurait répondu : « Qu'est-ce qu'un homme ose ne pas faire? ». Élisabeth ne lui répond pas, se tourne vers un lord et dit : « Avec dix mille de ces hommes, notre frère en Écosse pourrait faire trembler le trône le plus ferme d'Europe. »
Le parent de Buccleuch, l'écrivain Walter Scott, transcrit une ballade célèbre sur le raid intitulée Kinmont Willie dans son recueil Minstrelsy of the Scottish Border, vol. 1.
Robert Bain, dans ses Clans et Tartans de l'Écosse, note : «Sir Walter, 13e baron, fut créé Lord Scott de Buccleuch par Jacques VI, et son fils a été élevé à la dignité de comte de Buccleuch en 1619. »